# Marcatore fluorescente
Un marcatore fluorescente è una molecola che, in biologia molecolare e biotecnologia, facilita l'identificazione di una biomolecola ricercata (come una proteina, anticorpo o amminoacido) associandosi chimicamente alla stessa e rendendola visibile grazie alle proprie caratteristiche di fluorescenza. Tipicamente, si usa un fluorocromo.

## Sensori ottici biomolecolari
Nel campo dei marcatori luminescenti a base di proteine, un brevetto del 1997 di Lidia Mannuzzu e altri, "Sensori ottici biomolecolari", propone metodi e composizioni per il monitoraggio dello stato fisiologico di una cellula.
In particolare, propone sensori a base di proteine che riportino modifiche in una membrana di superficie cellulare, modifiche di informazioni o segnali, cambiamenti nella distribuzione di carica attraverso la membrana plasmatica (ad esempio la depolarizzazione della membrana), cambiamenti nelle interazioni proteina-proteina (in particolare le interazioni che coinvolgono il sensore), modificazioni post-traslazionali del sensore e la deformazione della membrana.
Tali biosensori molecolari mirerebbero a specifici tipi di cellule e stadi di sviluppo, consentendo l'azione indirizzata ai sottoinsiemi di cellule di un tessuto, come le cellule specifiche in un circuito neurale.
Un segnale proveniente solo dalle cellule di interesse facilita il loro isolamento e coltivazione per sperimenti in vitro.
Mediante l'integrazione nel genoma dei geni che codificano i sensori, si mira a incorporarli stabilmente in linee cellulari clonali e a facilitare la sperimentazione farmacologica di nuovi prodotti genici. Con sensori di maggiore precisione si mira a individuare posizioni specifiche all'interno delle cellule o specifici eventi all'interno della cellula. Evitando coloranti chimici, si mira a evitare tossicità per le cellule e a ottenere una maggiore flessibilità di dosaggio nell'uso di svariati di fluorofori disponibili in commercio.